# Элиз, Кимберли
Кимберли Элиз (англ. Kimberly Elise, род. 17 апреля 1967) — американская актриса, известная по ролям в фильмах «Вызов» (1996), «Любимая» (1998), «Джон Кью» (2001), «Маньчжурский кандидат» (2004), «Дневник безумной чёрной женщины» (2005), «Большие спорщики» (2007), «Песни о любви» (2010) и «Наркотик» (2015). Элиз также получила номинацию на премию «Независимый дух» за главную роль в фильме «Женщина, ты свободна!» (2004), а также исполняла главные роли в нескольких независимых и телевизионных фильмах.

## Ранняя жизнь
Кимберли Элиз Трэммел родилась в Миннеаполисе, штат Миннесота 17 апреля 1967 года. У неё трое братьев и сестёр. Элиз изучала киноискусство в университете Миннесоты, где получила степень бакалавра.

## Карьера
Первая крупная роль Элиз была в фильме 1996 года «Вызов» наравне с Джадой Пинкетт Смит, Куин Латифа и Вивикой А. Фокс . В 1997 году она получила премию CableACE Award за роль в телефильме The Ditchdigger’s Daughters. Год спустя она снялась вместе с Опрой Уинфри в фильме «Любимая», который принёс ей награду от «Ассоциации кинокритиков Чикаго» а также «Спутник».
Элиз сыграла главную роль в фильме «Женщина, ты свободна!», которая принесла ей номинацию на премию «Независимый дух», а также ещё несколько наград. Она также снялась в коммерчески успешных фильмах «Джон Кью», «Маньчжурский кандидат» и «Дневник безумной чёрной женщины», в последнем из которых была ведущей актрисой. На телевидении она снялась в сериале CBS «Рядом с домом» в 2006—2007 годах, а также появилась в таких шоу как «Частная практика», «Хроники будущего» и «Анатомия страсти». С 2013 года она снимается в сериале VH1 «Зажигай!».
В 2010 году она снялась вместе с Джанет Джексон, Вупи Голдберг, Филисией Рашад, Тэндиве Ньютон, Лореттой Дивайн, Аникой Нони Роуз и Керри Вашингтон в драме «Песни о любви». Хотя фильм получил смешанные отзывы, выступление Элиз было высоко оценено критиками. В 2015 году она появилась в фильме «Наркотик». После Элиз взяла на себя роль в фильме HBO «Подтверждение» с Керри Вашингтон, а осенью 2016 года её можно будет увидеть в комедийной драме «Рождество Майерсов» с Габриэль Юнион, Мо’Ник и Дэнни Гловером.

## Личная жизнь
В 1989 году вышла замуж за фотографа Мориса Олдема. У них есть две дочери, которые родились в 1990 и 1998 годах. Они развелись в 2005 году.

## Фильмография

### Фильмы
| Год  | Название на русском                | Название на английском             | Роль                            | Примечания |
| ---- | ---------------------------------- | ---------------------------------- | ------------------------------- | --- |
| 1996 | Вызов                              | Set It Off                         | Тишон Уильямс                   | |
| 1997 |                                    | The Ditchdigger’s Daughters        | Жанетт                          | Телефильм CableACE Award за лучшую женскую роль второго плана в мини-сериале или фильме |
| 1998 | Любимая                            | Beloved                            | Денвер                          | Премия Ассоциации кинокритиков Чикаго за лучший прорыв года Премия «Спутник» за лучшую женскую роль второго плана — кинофильм Номинация — NAACP Image Award за лучшую женскую роль второго плана Номинация — Премия Ассоциации кинокритиков Чикаго за лучшую женскую роль второго плана Номинация — American Black Film Festival за лучшую женскую роль |
| 2000 | История Лоретты Клейборн           | The Loretta Claiborne Story        | Лоретта Клейборн                | Телефильм |
| 2000 | На живца                           | Bait                               | Лиза Хилл                       | |
| 2001 | Дорога к славе                     | Bojangles                          | Фанни                           | Телефильм Black Reel Award за лучшую женскую роль второго плана в мини-сериале или фильме Номинация — NAACP Image Award за лучшую женскую роль второго плана в мини-сериале или фильме |
| 2002 | Джон Кью                           | John Q                             | Дениз Арчибальд                 | Номинация — NAACP Image Award за лучшую женскую роль второго плана Номинация — Black Reel Award за лучшую женскую роль |
| 2004 | Женщина, ты свободна!              | Woman Thou Art Loosed              | Мишель Джордан                  | Black Reel Award за лучшую женскую роль Номинация — Премия «Независимый дух» за лучшую женскую роль Номинация — NAACP Image Award за лучшую женскую роль Номинация — BET Award за лучшую женскую роль |
| 2004 | Маньчжурский кандидат              | The Manchurian Candidate           | Роуз                            | Номинация — BET Award за лучшую женскую роль Номинация — Black Reel Award за лучшую женскую роль второго плана |
| 2005 | Дневник безумной чёрной женщины    | Diary of a Mad Black Woman         | Хелен Маккартер                 | NAACP Image Award за лучшую женскую роль BET Comedy Award за лучшую женскую роль Black Reel Award за лучшую женскую роль Black Movie Award за лучшую женскую роль |
| 2007 | Гордость                           | Pride                              | Сью Картер                      | |
| 2007 | Большие спорщики                   | The Great Debaters                 | Перл Фармер                     | |
| 2009 | Золотые руки: История Бена Карсона | Gifted Hands: The Ben Carson Story | Соня Карсон                     | Телефильм NAACP Image Award за лучшую женскую роль в мини-сериале или фильме Номинация — Prism Award за лучшую женскую роль в мини-сериале или фильме |
| 2010 | Песни о любви                      | For Colored Girls                  | Кристалл Уоллес / Леди в чёрном | NAACP Image Award за лучшую женскую роль второго плана Black Reel Award за лучший актёрский состав African-American Film Critics Association Award за лучшую женскую роль второго плана Номинация — Black Reel Award за лучшую женскую роль |
| 2011 | Узы, которые связывают             | Ties That Bind                     | Тереза Харпер                   | |
| 2012 | Закон Ханны                        | Hannah’s Law                       | Мэри                            | |
| 2013 | Парк Хайленд                       | Highland Park                      | Тони                            | |
| 2014 |                                    | The Night Session                  | Дорин                           | Короткометражный фильм |
| 2014 |                                    | A Day Late and a Dollar Short      | Janelle                         | Телефильм Номинация — Black Reel Award за лучшую женскую роль второго плана в мини-сериале или фильме |
| 2014 |                                    | Apple Mortgage Cake                | Анджела                         | Телефильм |
| 2013 | Событие 15                         | Event 15                           | Блау                            | |
| 2015 | Наркотик                           | Dope                               | Лиза Хейс                       | |
| 2015 | Мэри Томас                         | Back to School Mom                 | Mary Thomas                     | |
| 2016 | Безрассудство                      | Hellbent                           | Карина МакКаллум                | |
| 2016 | Слушание                           | Confirmation                       | Соня Джарвис                    | |
| 2016 | Рождество Майерсов                 | A Meyers Christmas                 |                                 | |
| 2018 | Жажда смерти                       | Death Wish                         | детектив Джексон                | |
| 2019 | К звёздам                          | Ad Astra                           | Лоррейн Диверс                  | |

### Телевидение
| Год       | Название на русском | Название на английском     | Роль            | Примечания |
| --------- | ------------------- | -------------------------- | --------------- | --- |
| 1995      | В доме              | In the House               | Рулетт          | 1 эпизод |
| 1996      | Часовой             | The Sentinel               | Кэндис Блейк    | 1 эпизод |
| 2003      | Сумеречная зона     | The Twilight Zone          | Жасмин          | 1 эпизод |
| 2003      | Подруги             | Girlfriends                | Рис Джексон     | 2 эпизода |
| 2002-2003 | Пища для души       | Soul Food                  | Эстелла         | 2 эпизода Номинация — NAACP Image Award за лучшую женскую роль второго плана в драматическом сериале                                                                                    |
| 2005-2007 | Рядом с домом       | Close to Home              | Маурин Скоуфилд | Регулярная роль, 43 эпизода NAACP Image Award за лучшую женскую роль в драматическом сериале (2007) Номинация — NAACP Image Award за лучшую женскую роль в драматическом сериале (2006) |
| 2007      | Частная практика    | Private Practice           | Энджи Пейдж     | 1 эпизод |
| 2007      | Хроники будущего    | Masters of Science Fiction | Тилли Ви        | 1 эпизод |
| 2009      | Анатомия страсти    | Grey’s Anatomy             | Доктор Суэндер  | 3 эпизода |
| 2011      | Сестра Готорн       | Hawthorne                  |                 | 1 эпизод |
| 2013-2016 | Зажигай!            | Hit The Floor              | Слоан Хейз      | Главная роль |
| 2019      | Звезда              | Star                       | Диана Брукс     | 4 эпизода |